# Dieter Danzberg
Dieter Danzberg, né le 12 novembre 1940 à Duisbourg et mort le 28 décembre 2019 à Dorsten, est un footballeur puis entraîneur allemand. Il évolue au poste de défenseur.

## Carrière
De 1959 à 1956, il évolue au Meidericher SV, à Duisbourg, d'abord en Oberliga, puis en Bundesliga. Il est considéré comme un « héros » au MSV Duisbourg car c'est lui qui, lors d'un match face au Sportfreunde Hamborn 07 en 1963, inscrit le but qui permet au club de se qualifier pour la Bundesliga, nouveau championnat professionnel mis en place à partir de la saison suivante. En tout, il joue 69 matchs de championnat pour le MSV.
En 1965-1966, il joue au Bayern Munich. La saison suivante et jusqu'en 1969, il joue avec le Rot-Weiß Oberhausen en Regionalliga (deuxième niveau). Enfin, en 1969-1970, il termine sa carrière au Fribourg FC, en Regionalliga également.
Dieter Danzberg dispute au cours de sa carrière 17 matchs en Bundesliga, inscrivant un but.